# Haim Ginott
Haim G. Ginott (1922-1973) foi um psicólogo israelense nascido nos EUA.

## Obras
- Between Parent and Child (1965)
- Between Parent and Teenager (1967)
- O Professor e a Criança  - no original Teacher and Child (1973)

## Influência
Ginott teve influência sobre as escritoras Adele Faber, Elaine Mazlish. No livro "Como falar para seu filho ouvir e como ouvir para seu filho falar" as autoras cita seu nome uma série de vezes neste best seller.